# MC Solaar (album)
MC Solaar è il quarto album di MC Solaar uscito nel 1998.

## Tracce
1. Onzième commandement
2. Galaktika
3. La cinquième saison
4. Perfect
5. Les songes
6. La vie n'est qu'un moment
7. Vigipirap
8. Message de l'ange
9. Nouvelle genèse
10. Je me souviens
11. L'argent ne fait pas le bonheur